# (64553) Segorbe
Segorbe. Asteroide n.º 64553 de la serie (2001 WR15), descubierto el 24 de noviembre de 2001 por Rafael Ferrando desde el Observatorio Astronómico Pla D'Arguines (Segorbe-Castellón).
Asteroide dedicado a la ciudad de Segorbe (Comunidad Valenciana, España), principal población de la comarca del Alto Palancia, cuyo origen se remonta a la Edad del Bronce. Desde entonces ha permanecido habitada sin interrupción. Destaca por su importante patrimonio artístico y medioambiental. Es sede episcopal y ducal y una de las ciudades más activas culturalmente de la Comunidad Valenciana.